# Viola salvatoriana
Viola salvatoriana är en violväxtart som beskrevs av Wilhelm Becker och Thellung. Viola salvatoriana ingår i släktet violer, och familjen violväxter. Inga underarter finns listade i Catalogue of Life.